# Eren Ozmen
Eren Ozmen (turkiska: Eren Özmen), född i september 1958, är en turkisk-amerikansk affärskvinna och miljardär. Hon är majoritetsdelägare och VD för det privata flyg- och försvarsföretaget Sierra Nevada Corporation (SNC).

## Karriär
Ozmen och hennes man Fatih Ozmen förvärvade Sierra Nevada Corporation 1994. Under Ozmens har SNC förvärvat 19 företag på 34 platser i 19 amerikanska delstater, England, Tyskland och Turkiet, och har vuxit till en arbetsstyrka på över 3 000 anställda.

## Utmärkelser och erkännande
- "America's Richest Self-Made Women" — Forbes (maj 2017)[4]